# PNOZ (Relé de segurança)
PNOZ é uma marca registrada da empresa Pilz GmbH & Co KG para um sistema de relé de segurança. O aparelho de parada de emergência foi o primeiro desenvolvido mundialmente no ano de 1987. Ele substitui o cabeamento complicado de disjuntores e realiza funções de segurança.

## História do produto
Nos primórdios da tecnologia de controle relés e disjuntores controlavam máquinas e instalações. Enquanto havia dispositivos para desligamento ou proteção de pessoas, em caso de necessidade, isolava-se o atuador da alimentação de energia. Este tipo de sistema de segurança não podia ser desligado em caso de falhas, de modo que a função de proteção tornava-se inexistente. Por isso, refletiu-se sobre as possibilidade de segurança de tais funções de isolamento.
Ligações de relés especiais, como por exemplo a combinação de 3 disjuntores, eram o primeiro resultado de tais reflexões. Estas combinações de aparelhos levaram ao desenvolvimentos do primeiro relé de segurança, o PNOZ. A Pilz obteve a sua patente com o número 4033801.

## Descrição
Relés de segurança são aparelhos, os quais realizam funções de segurança . Tal função de segurança tem o objetivo de minimizar ao máximo o risco existente em uma situação perigosa através de medidas adequadas. Estas medidas podem ser funções de segurança como:
- Botões de parada de emergência
- Portas de proteção
- Barreiras de luz
- Tapetes de segurança
- Bimanual
- Desaceleração de tempo

Relés de segurança monitoram, portanto, uma função específica, através de ligação com outros relés de segurança eles asseguram o monitoramento completo de uma máquina ou instalação.
Os relés de segurança cumprem as exigências da EN 60947-5-1, EN 60204-1 e VDE 0113-1.

## Construção e Função
Os relés de segurança distinguem-se primeiramente na construção da tecnologia:
- classicamente baseada em tecnologia de relé de contato
- com avaliação eletrônica e saídas sem tensão de contato
- até aparelhos totalmente eletrônicos com saídas de semicondutores

Relés de segurança devem ser construídos sempre de modo que, com a ligação correta, não pode ocorrer nem um erro no aparelho e nem um erro causado externamente pelo sensor ou atuador, que leve à perda da função de segurança.
Um relé de ligação normal utiliza uma bobina com fio e o movimento mecânicos dos contatos de metal para ligação e desligamento da carga. Após ciclos de ligação repetidos, os contatos de metal podem fundir. Se isso ocorre e o operador aciona o botão de parada de emergência a máquina continua a funcionar. Neste caso seria criada uma condição perigosa para o operador. Por esta razão, muitos padrões e normas de segurança europeias, americanas, nacionais e internacionais impedem a utilização de relés ou disjuntores simples em máquinas perigosas.
A construção típica de um relé de segurança da primeira geração na tecnologia de relé está relacionada à combinação clássica de 3 disjuntores. A construção redundante assegura que, erros na ligação, não gerem uma perda da função de segurança. Dois relés (K1, K2) com contatos de acionamento positivo disponibilizam os contatos de ligação seguros. Os dois circuitos de entrada CH1 e CH2 controlam respectivamente um dos dois relés internos. Através do relé inicial K3 a ligação é iniciada. Um outro circuito de monitoração situa-se entre os pontos de conexão Y1 e Y2 (circuito de retorno). Esta conexão serve para o controle e monitoração de posição de atuadores, os quais são controlados ou desligados através dos contatos de segurança. O aparelho é construído de modo que ele identifique erros no circuito de entrada, como por exemplo a "fusão" de um contato do botão de desligamento/parada de emergência ou de um dos contatos de segurança do relé de saída. O dispositivo de segurança evita a religação do aparelho e, deste modo, a ativação dos relés K1 e K2.